# Българско неделно училище „Св. Иван Рилски“ (Кавала)
Българско неделно училище „Св. Иван Рилски“ e училище на българската общност в Кавала, Гърция. То е проект на Дружество „България“. Създадено е през 2017 г. През същата година, дейността му се подпомага финансово по програмата на Министерството на образованието и науката на България – Роден език и култура зад граница. За директор на училището за учебната 2017-2018 г. е избрана Силвия Гочева.
През 2018 г. българското училище „Св.Иван Рилски“ кандидатства и е одобрено по Постановление 90 на Министерството на образованието и науката на Р България и е официално вписано като българско неделно училище. За директор е избрана д-р Станка Колева. Записаните ученици през учебната 2018 / 2019 г. са 35. С всяка следваща година броят на обучаващите се ученици в училището се увеличава. За учебната 2020-2021 учениците са 64. През същата година е създаден и филиал на БНУ „Св. Иван Рилски“ в гр. Драма, Р Гърция, в който се обучават 14 ученици.
През 2022 г., на връх пет-годишнината от създаването на дружество "България" в Северна Гърция, е създадено и Второ БНУ "Св. Иван Рилски" в гр. Комотини, а първото училище в гр. Кавала има филиали в Драма, Неа Перамос и Аспровалта. Общо обучаващите се ученици в училищата и филиалите са 123. За училищен ръководител на училището в гр. Комотини е избрана Генка Пападопулос. На останалите училища и филиали училищен ръководител е д-р Станка Колева.
През м.Септември 2023 г. училищата създадени към дружество "България" стават общо шест - в Кавала, Комотини, Драма, Неа Перамос, Аспровалта и Като Неврокопи. В тях се бучават общо 171 деца. Създадена е и официална интернет страница на дружеството и училищата, намираща се на следния адрес: drujestvobulgaria.com